# Catedral de Matehuala
La Catedral de la Inmaculada Concepción de Matehuala es un templo católico elevado al rango de catedral situado en la ciudad mexicana de Matehuala, en el estado de San Luis Potosí. Aunque el templo se encuentra abierto al culto, aún se halla en fase de construcción. Su estilo es neogótico / neobizantino.

## Historia
En los últimos años del siglo XIX, el iv obispo de la entonces diócesis de San Luis Potosí, don Ignacio Montes de Oca, manifestó la necesidad urgente de demoler la que entonces era la parroquia de Matehuala debido a que esta presentaba un estado de deterioro y amenazaba con derrumbarse.
Tras haberse derribado se encargó al arquitecto italiano Adamo Boari, constructor oficial del general don Porfirio Díaz, presidente de México, la construcción del nuevo templo. Sin embargo, Boari tenía varios proyectos en construcción, como el Palacio de Bellas Artes, por lo que no pudo hacerse cargo directamente de la obra. Realizó el proyecto tomando como modelo la Église Saint-Joseph des Brotteaux (en francés) de Lyon, construida por Gaspard André (en francés) en el mismo siglo XIX.
La primera piedra se puso en 1906 con leves variantes en sus dimensiones. La nave norte fue el primer cuerpo en ser terminado y en ser usado para las celebraciones religiosas, conocido por los matehualenses como «la nave». A mitad del siglo XX se terminó la primera fase de su construcción al finalizarse el altar, la nave sur y los laterales. La catedral aún no se encuentra terminada y se están construyendo las torres de la fachada principal.

### El Templo de Matehuala durante el periodo del obispo Tritschler

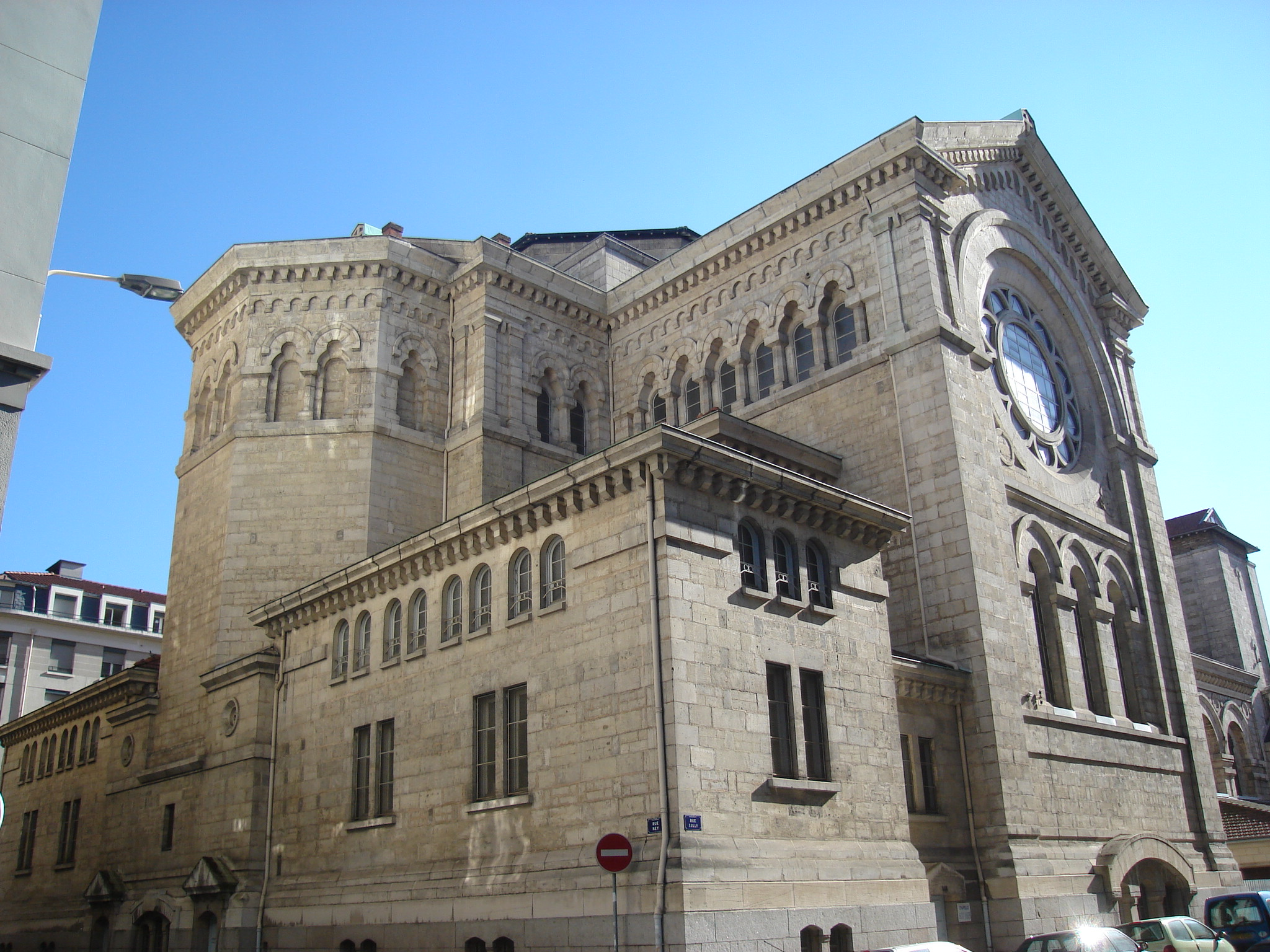
La iglesia de Saint-Joseph de Brotteaux en Lyon. Adamo Boari, ocupado en el Palacio de Bellas Artes se basó en el proyecto de este templo para la iglesia de Matehuala.

El vi obispo de San Luis Potosí Guillermo Tritschler y Córdova continuó las obras inconclusas de la entonces parroquia, interrumpidas por la Revolución. Anteriormente el iv obispo de San Luis Potosí Ignacio Montes de Oca y Obregón, había determinado iniciar la construcción de la nueva parroquia el 15 de enero de 1898 a partir de la demolición de la anterior, una vez consultado a los arquitectos Adamo Boari, y a Gaspar André, gran constructor de edificios en Francia como la iglesia Saint-Joseph des Brotteaux, de Lyon.
Los matehualenses, conjuntamente con las obras, dirigieron una súplica al papa Pío X para pedir como patrona y abogada de su parroquia y ciudad a la Inmaculada Concepción de María, lo cual concedió en agosto de 1905.
El arquitecto Manuel López Torrija fue el encargado de realizar el plan de construcción, cuya cimentación fue realmente imponente, pues se emplearon enormes bloques de piedra azul. Así comenzó esta obra que no tardó en ser suspendida por causa de la Revolución.
No fue sino hasta la época del obispo Tritschler, en los años 1930, que se retomó el interés por reanudar las obras, determinando la utilización de piedra artificial, ya que consideró que si se hubiera esperado a llevar piedra natural a Matehuala, como muchos sugerían, el templo no se hubiera continuado, otro problema con el que se enfrentó el prelado fue que los planos del proyecto se encontraban perdidos o quizá destruidos, pero el obispo recurrió a sus amigos arquitectos cuando era profesor en el Seminario Conciliar de México, y estos reconocieron los planos como existentes en la Academia de San Carlos y en Lyon de Francia, en un proyecto muy similar al de Matehuala. Con estos elementos el obispo encargó al arquitecto Jorge de María y Campos la continuación de las columnas dobles, los arcos y cúpulas del templo.
El presbítero Jesús de la Mora de la diócesis potosina escribió al respecto del obispo Tritschler y del templo:

¡Con que tesón buscó el hilo tronchado por la Revolución carrancista de los diez años perdidos de esos grandes monumentos inconclusos! En lo que mostró al par que sus habilidades artísticas su espíritu práctico y resuelto decidiéndose contrariamente en El Saucito y en Matehuala: Aquí por la piedra natural y allá por la artificial…

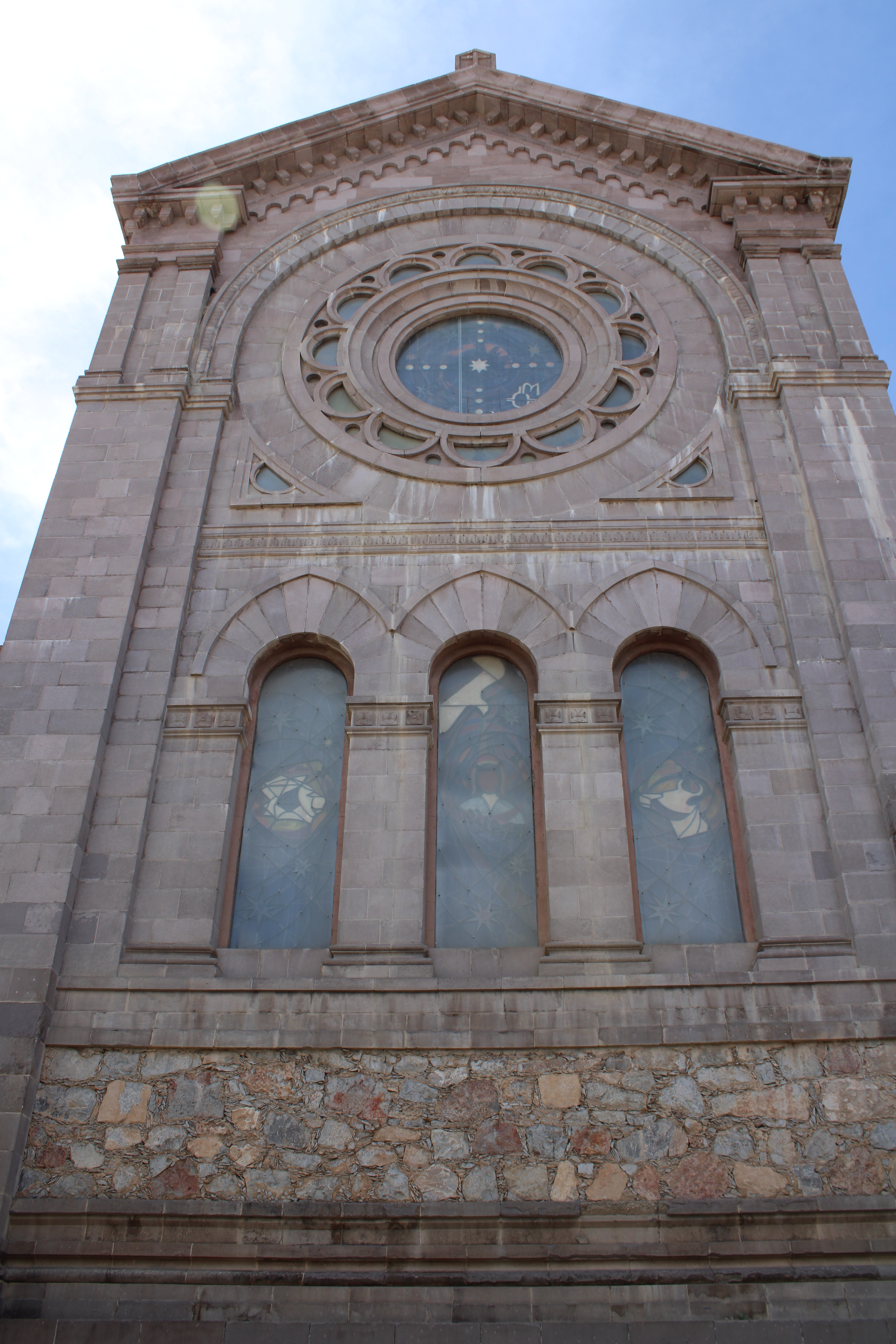
Fachada Derecha, Catedral de Matehuala

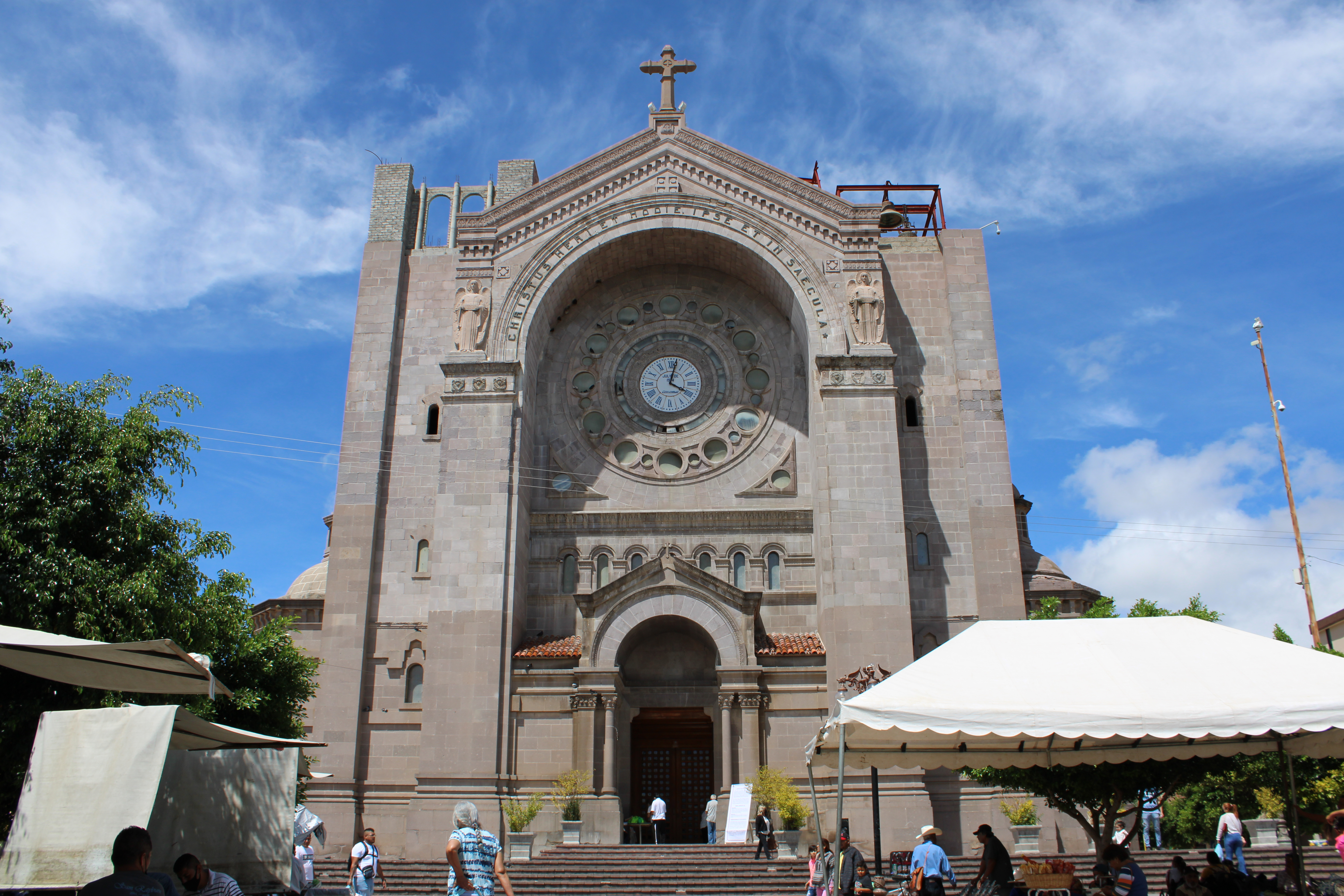
Catedral de Matehuala 2022

|  |  |

### Consagración como catedral
El 28 de mayo de 1997, la parroquia de la Inmaculada Concepción de Matehuala, fue elevada a la categoría de catedral en una carta del papa Juan Pablo II al episcopado mexicano, en la cual el máximo representante de la Iglesia católica en el mundo daba fe para que se fundara la Diócesis de Matehuala teniendo como sede la parroquia de la Inmaculada Concepción, que a su vez sería ascendida al grado de catedral.

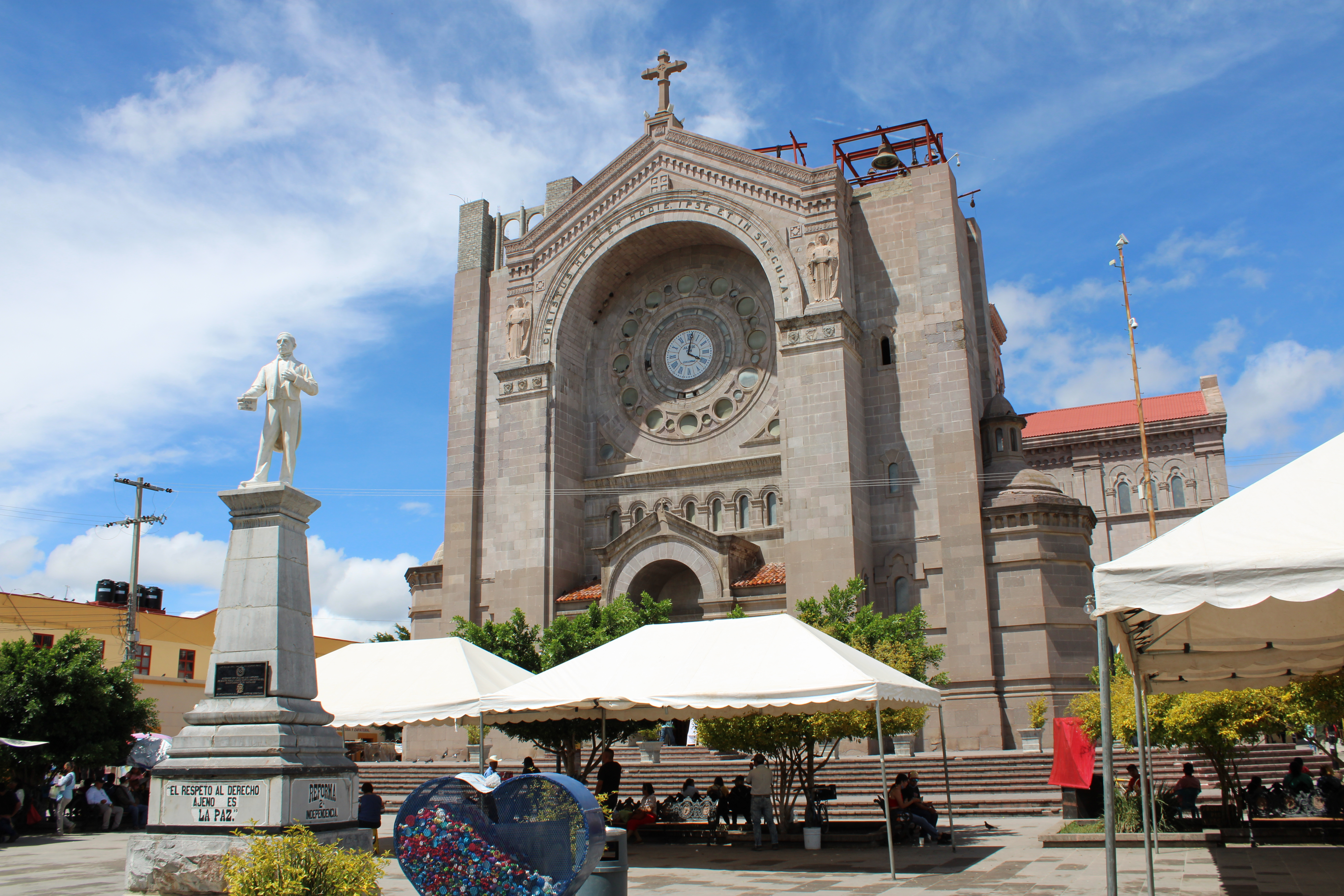
Catedral de Matehuala y Estatua de Benito Juárez